# Helmkruidfamilie
De helmkruidfamilie (Scrophulariaceae) is een plantenfamilie die op alle continenten voorkomt. De meerderheid van de soorten wordt gevonden in gematigde gebieden, inclusief tropische gebergten.
Op grond van fylogenetisch onderzoek is de familie sterk gereduceerd. Grote aantallen geslachten zijn ondergebracht in de weegbreefamilie (Plantaginaceae) en de bremraapfamilie (Orobanchaceae). Kleinere aantallen genera zijn elders ondergebracht. Daarentegen is Buddleja juist ondergebracht in deze familie.

## Geslachten
- Buddleja
- Helmkruid (Scrophularia)
- Toorts (Verbascum)

## Soorten
- Vlinderstruik (Buddleja davidii)
- Kransnemesia ((Nemesia melissifolia)
- Geoord helmkruid (Scrophularia auriculata)
- Knopig helmkruid (Scrophularia nodosa)
- Gevleugeld helmkruid (Scrophularia umbrosa)
- Voorjaarshelmkruid (Scrophularia vernalis)
- Mottenkruid (Verbascum blattaria)
- Stalkaars (Verbascum densiflorum)
- Melige toorts (Verbascum lychnites)
- Zwarte toorts (Verbascum nigrum)
- Paarse toorts (Verbascum phoeniceum)
- Keizerskaars (Verbascum phlomoides)
- Koningskaars (Verbascum thapsus)

Bij Cronquist (1981) is de plaatsing in diens orde Scrophulariales.